# Kardanachi
Kardanachi (georgiska: კარდანახი) är en ort i Georgien. Den ligger i den östra delen av landet, 90 km öster om huvudstaden Tbilisi. Kardanachi ligger 394 meter över havet och antalet invånare var 3 873 år 2014.